# Lüliang Shan
Das Lüliang Shan bzw. Lüliang-Gebirge (吕梁山) ist ein Gebirge im Westen der chinesischen Provinz Shanxi. 
Es bildet die Wasserscheide von Huang He (Gelber Fluss) und Fen He. Sein Hauptgipfel, der Guandi Shan, ist 2831 m hoch und liegt im Osten des Kreises Fangshan.
Es war der Schauplatz eines bewaffneten Bauernaufstands (Lüliang Shan nongminjun) gegen Ende der Ming-Dynastie.